# 418 до н. е.

## Події
- Рим: військовими трибунами з консульською владою обрані Марк Папірій Мугіллан, Гай Сервілій Аксіла та Луцій Сергій Фіденат.
- битва при Мантінеї.